# Volksgarten, Wien
Volksgarten är en park i Wien i Österrike. Volksgarten, som utgör en del av Hofburg, är belägen 182 meter över havet.